# Wymysłowo (powiat nowotomyski)
Wymysłowo – osada w Polsce położona w województwie wielkopolskim, w powiecie nowotomyskim, w gminie Kuślin.
W okresie Wielkiego Księstwa Poznańskiego (1815-1848) miejscowość wzmiankowana jako Wymysłowo należała do wsi mniejszych w ówczesnym powiecie bukowskim, który dzielił się na cztery okręgi (bukowski, grodziski, lutomyślski oraz lwowkowski). Wymysłowo należało do okręgu lwowkowskiego i stanowiło część majątku Wąsowo, który należał do Sczanieckich. Według spisu urzędowego z 1837 roku Wymysłowo liczyło 16 mieszkańców, którzy zamieszkiwali dwa dymy (domostwa).
W latach 1975–1998 miejscowość należała administracyjnie do województwa poznańskiego.